# Lockheed Martin
A Lockheed Martin egy amerikai repülőgép- és fegyvergyártó cég, mely a Lockheed és Martin Marietta cégek összeolvadásával jött létre 1995-ben.

## Története

### Az egyesülés
1994 márciusában a Martin Marietta ajánlatot tett a Grumman megvásárlására, azonban nem fogadták el, túl alacsonynak találták a kínált vételárat. A hidegháború végével a vállalat döntési helyzetbe került, vagy nyitnak új piacok felé, vagy be kell zárniuk néhány részleget. Ekkor érkezett a Lockheed ajánlata a vállalatok fúziójára.
Nyolc hónappal korábban Les Aspin hadügyminiszter bejelentette a legnagyobb védelmi beszállítók képviselőinek, hogy a Pentagon drasztikus költségvetési megszorításokat tervez. Ezen a megbeszélésen figyelt fel egymásra a Lockheed és a Martin Marietta, mint lehetséges partnerek. Mindkét vállalat hasonló gyökerekkel rendelkezett a repülés korai időszakából, és a gazdasági megszorítás megoldását is hasonlóan látták, a részlegek bezárása és eladása helyett a bővítésben.
A fúzió 1995. március 15-én hivatalosan is létrejött az Egyesült Államok második és harmadik legnagyobb védelmi beszállítója között. A Lockheed a Martin Marietta Maryland-i székházába költözött. Az egyesüléssel a Lockheed Martin lett az amerikai védelmi minisztérium legnagyobb informatikai és kiképzőprogram beszállítója.

### Űripar
1998-re a Lockheed Martin kifejlesztett egy új, könnyebb üzemanyagtankot az űrsiklóhoz (mintegy 8 tonnával), mely lehetővé tette a Nemzetközi Űrállomás nehéz elemeinek felbocsájtását. A Lockheed gyártotta az űrállomás négy pár nagy napelemtábláját, hőcserélőjét, szennyezettség ellenőrző rendszerét (Trace Containment Control System) és légtisztító berendezéseit is.

#### GPS IIR és III
GPS IIR és GPS IIR-M
A Lockheed 12 darab GPS IIR műholdat tervezett és épített, majd a légierő megbízásából további 8 GPS IIR-M típusút. Az első IIR műholdakat 1997-ben bocsájtották fel, az első IIR-M-et 2005-ben.
2020-ra a működő GPS műholdak nagyjából 60%-át teszik ki a IIR típusok.
GPS IIIA és GPS IIIF
A GPS műholdak újabb generációját a Lockheed Martin gyártja, 32 darab GPS III, valamint a fejlettebb GPS IIIF modellekre van szerződése. Gyártásuk a külön erre a célra, 2011-ben épült összeszerelő-csarnokban folyik Denver közelében.
Az első GPS III műholdat (GPS III SV01) 2018. december 23-án állították pályára egy Falcon 9 rakétával, a floridai Cape Canaveral Űrközpontból.

## Szervezete
- Lockheed Martin Space Systems
- Lockheed Martin Canada
- Skunk works
- Sikorsky Aircraft

### Vegyesvállalatok
- International Launch Services (ILS), a Hrunyicsev Gépgyárral és az RKK Enyergijaval közösen. 2006-ban a Lockheed eladta a részét a közös vállalkozásból, az Atlas V rakétára vonatkozó jogait megtartotta.
- United Launch Alliance (ULA), a Boeinggel közösen

## Gyártmányai

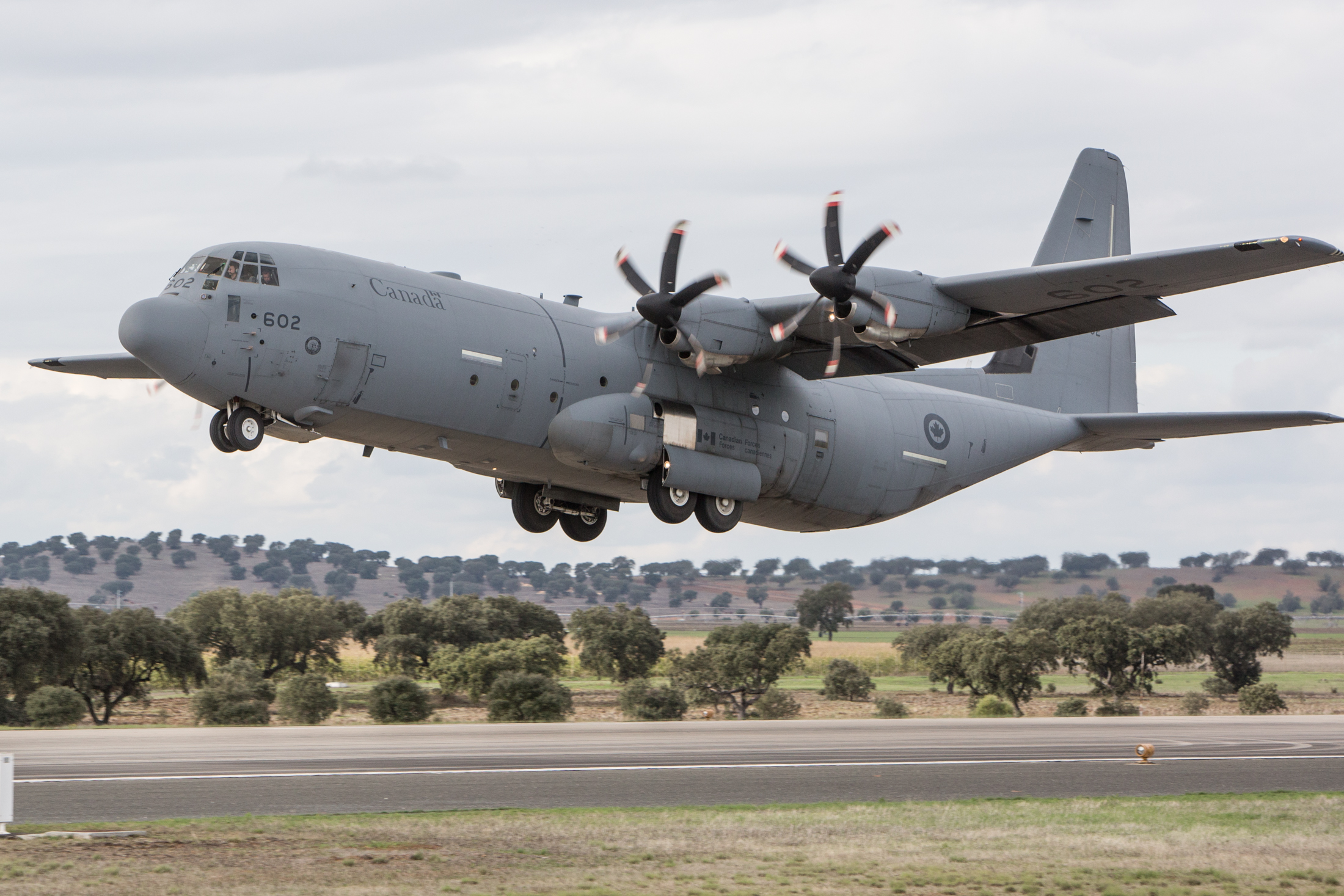
C–130J Super Hercules

### Katonai repülőgépek
- C–130J Super Hercules
- AC–130
- FB-22 Strike Raptor
- F–22 Raptor
- F–35 Lightning II
- SR–72
- X–33

### Fegyverrendszerek
- MIM–104F Patriot(PAC-3)
- THAAD

### Űrjárművek
- Atlas V hordozórakéta
- Orion űrhajó
- Juno űrszonda
- MAVEN űrszonda
- OSIRIS-REx űrszonda
- InSight robotszonda
- Mars Global Surveyor
- Mars Reconnaissance Orbiter
- Mars Odyssey
- Phoenix űrszonda